# 桂花街道 (淮滨县)
桂花街道是中华人民共和国河南省信阳市淮滨县下辖的一个街道办事处。

## 行政区划
桂花街道下辖以下村级行政区划单位：
立城社区、郑营社区、新村社区、毛庄社区。